# Ter Hunnepe
Ter Hunnepe, ook wel Mariënhorst genoemd, was een Nederlands klooster in het schoutambt Colmschate ten zuidoosten van de stad Deventer. Het was gelegen aan een loop van de Schipbeek, op de grens van de provincies Overijssel en Gelderland. Op landkaarten, zoals die van  Jacob Bos uit 1568, werd Ter Hunnepe duidelijk aangegeven. Het klooster bezat ooit ca. vijftig boerderijen, twee watermolens en een windmolen.

## Geschiedenis
In 1225 gaf de generaal-abt van de Cisterciënzer kloosterorde, Koenraad van Urach, toestemming tot het stichten van een zusterklooster 'in Horst', nabij Deventer. Het werd opgezet door nonnen uit het klooster 'Hönnepol' te Hönnepel bij Kalkar. Dit verklaart de naam Ter Hunnepe die er aan gegeven werd. Dit eerste klooster ging bij een brand in 1253 geheel verloren. In 1266 werd opnieuw een cisterciënzer vrouwenklooster gesticht aan de zuidoostrand van de stad Deventer. Het stond onder gezag van klooster 'Altencamp' bij Keulen. De bewoonsters waren afkomstig uit de Overijsselse en Gelderse adel. In 1280 waren er ca. dertig nonnen die de kloostergeloften hadden afgelegd in het klooster aanwezig. De kloosterdiscipline liet in de zestiende eeuw te wensen over. Uit bewaard gebleven documenten uit 1548 en 1570 blijkt dat het moederklooster soms rigoureus ingreep om het kloosterleven weer in overeenstemming met de kloosterregel te brengen. 
In 1578 werd Ter Hunnepe verwoest bij het beleg van Deventer in dat jaar. De soldaten van Rennenberg staken het in brand. Het klooster beschikte in ieder geval sinds 1434, doch volgens enkele bronnen al sinds 1368, aan de Menstraat in de binnenstad van Deventer over een refugiehuis, gevestigd op het huidige adres Menstraat 22. Veel zusters waren rond 1570 hervormd en toen in dit huis gaan wonen. De kloostergemeenschap werd nu een wereldlijk stift. De abdis en de adellijke jufferen waren deels protestant, anderen bleven, in de traditie van hun familie, katholiek. Het stift behield de kloostergoederen tot 1813. In dat jaar werd het totale bezit geveild.

## Overblijfselen
Het poortgebouw van klooster Ter Hunnepe werd in 1919 als laatste overblijfsel gesloopt. Boerderij Somervaart, direct naast de kloosterruïne gelegen, was tot 1970 aanwezig. Het voormalige kloosterterrein ligt ingeklemd tussen autoweg A1 aan de zuidzijde en de Schipbeek ten noorden ervan. Voorafgaand en na de aanleg van de autosnelweg is jarenlang archeologisch onderzoek gedaan door leden van de Archeologische Werkgemeenschap Nederland. Dit werd in 1995 afgerond. De opgegraven fundamenten zijn met een laag zand bedekt. In 2016 werd op het paintballterrein dat er nu is ingericht een kunstwerk onthuld dat een artistieke impressie van een kloosterruïne wil zijn. Het is getiteld 'We're on a mission from God'.

## Kunst en archivalia
Diverse schilders en tekenaars, onder wie Jan de Beijer en H.G. Bokhorst, hebben van het kloosteroverblijfsel afbeeldingen gemaakt. Het Rijksmuseum Amsterdam bezit uit de kloosterschat een kokosnootbeker met zilveren vatting en een beker van serpentijn die is uitgeleend aan het Stedelijk Museum Zwolle.
Een belangrijk deel van het kloosterarchief, dat de periode 1225- 1580 beslaat, wordt in het archief van het Historisch Centrum Overijssel te Zwolle bewaard. Daar bevinden zich ook twee boeken van Ter Hunnepe. Het een is een martyrologium, dat is een boek met de levensbeschrijvingen van martelaren, gemaakt tussen 1224 en 1237. Daarnaast wordt er een gedrukt missaal van het klooster bewaard uit 1512. Het stiftsarchief, dat de periode 1581- 1813 beslaat, is ook bewaard gebleven en bevindt zich eveneens in Zwolle. 
In Colmschate en Bathmen is een straat naar het klooster genoemd.